# 南安郡 (南齐)
南安郡，中国南北朝时设置的郡。
南朝齐设立南安郡，属于梁州。荒或无民户。此时还有在今四川省广元市剑阁县的南安郡。南朝梁时，废除梁州的南安郡，只剩下剑阁县的南安郡。